# Tomah, Wisconsin
Tomah là một thành phố thuộc quận Monroe, tiểu bang Wisconsin, Hoa Kỳ. Năm 2000, dân số của thành phố này là 8419 người.